# Pedro Cerezo Galán
Pedro Cerezo Galán (Hinojosa del Duque, Córdoba, 14 de febrero de 1935), citado en ocasiones como Pedro Cerezo-Galán, es un filósofo y catedrático universitario español, que ha sido diputado al Congreso por el Partido Socialista Obrero Español (PSOE) y es académico de la Real Academia de Ciencias Morales y Políticas, además de académico honorario de la Academia de Buenas Letras de Granada.

## Biografía
Licenciado en Filosofía y Letras en 1958 por la Universidad Complutense de Madrid con premio extraordinario, se doctoró en la misma tres años después, también con premio extraordinario, con la tesis El concepto de ousía en Aristóteles, publicada como libro al año siguiente. Fue becario de la Fundación Universitaria Española, del Consejo Superior de Investigaciones Científicas (CSIC), del Goethe-Institut y de la Fundación Alexander von Humboldt, y amplió estudios en la Universidad de Friburgo y en la de Heidelberg.
En España ha sido catedrático de enseñanzas medias en distintos centros de Barcelona, profesor agregado de Filosofía de la Universidad de Barcelona (1968) para pasar dos años más tarde a ganar la cátedra de Historia de la Filosofía en la Universidad de Granada. En Granada permaneció hasta su jubilación. Allí fue decano de la Facultad de Filosofía y Letras y, en la actualidad (2015), es catedrático emérito.
Es especialista en Historia de la filosofía moderna y contemporánea occidental, y en sus trabajos destacan los estudios sobre Hegel, así como los pensadores contemporáneos españoles, desde José Ortega y Gasset, pasando por Xavier Zubiri y desembarcando en Antonio Machado, cuya filosofía a través de la prosa y la poesía del autor descubrió en la obra de referencia Palabra en el tiempo: Poesía y filosofía en Antonio Machado (1975).
Miembro del Patronato de la Fundación María Zambrano, de la Fundación Cultural José Manuel Lara, del Patronato del Instituto de Filosofía del CSIC desde 1999, de la Fundación Xavier Zubiri y, desde 1997, es académico de la Real Academia de Ciencias Morales y Políticas, entre otras muchas instituciones. Fue vicepresidente de la Sociedad Nacional de Filosofía y miembro de la comisión asesora de la Fundación Juan March (1989-1991). Ha recibido importantes reconocimientos, entre los que destacan el Premio de “Ensayo y Humanidades Ortega y Gasset (2004), Premio Andalucía de Investigación en Humanidades y Ciencias jurídico-sociales (2007), Premio Internacional Menéndez Pelayo (2014) y doctor honoris causa por la Universidad de Córdoba.
En el ámbito político, en las elecciones generales de 1982 fue elegido diputado por la circunscripción electoral de Granada en las listas del PSOE. En el Congreso fue secretario primero de la Comisión Constitucional.

## Obras
Con una extensa relación de obras propias, colaboraciones, publicaciones en revistas académicas y seminarios, que se pueden consultar en detalle en la página de la Real Academia de Ciencias Morales y Políticas, destacan:
- Arte, verdad y ser en Heidegger (Madrid, 1960)
- Teoría y praxis en Hegel (Universidad de Granada, 1976)
- Palabra en el tiempo: Poesía y filosofía en Antonio Machado (Gredos, Madrid, 1975)
- La voluntad de aventura: Aproximaciones críticas al pensamiento de Ortega y Gasset (Ariel, Barcelona, 1984)
- De la generación trágica a la generación clásica: el pensamiento filosófico de las generaciones de 1898 y 1914 (en La Edad de Plata de la cultura española, tom XXXIX de la Historia de España de Ramón Menéndez Pidal. Espasa-Calpe, Madrid, 1993)
- Las máscaras de lo trágico: Filosofía y tragedia en Miguel de Unamuno (Trotta, Madrid, 1996)
- El mal del siglo. El conflicto entre Ilustración y Romanticismo en la crisis finisecular del siglo XIX (Universidad de Granada, 2004)
- Ortega en perspectiva (Instituto de España, 2007).
- Ética pública. Ethos civil (Madrid, 2010)
- José Ortega y Gasset y la razón práctica (Madrid, 2011)
- El Quijote y la aventura de la libertad. (Biblioteca Nueva, 2016)
- Hegel y el reino del espíritu. (Universidad de Granada, 2018)
- Claves y figuras del pensamiento hispánico (Escolar y Mayo, 2019)
- El camino del saber. Comentario de la «Fenomenología del espíritu» de Hegel (Madrid: Trotta, 2022)